# رهاب المرتفعات
رهاب المرتفعات (بالإنجليزية: Acrophobia)‏ هو الخوف الشديد من البقاء في أماكن مرتفعة، وينتمي إلى فئة من أنواع الرهاب المحددة، والتي تسمى الانزعاج من الفضاء والحركة، والتي تشترك في نفس الأسباب وخيارات العلاج.
يشعر معظم الناس بدرجة من الخوف الطبيعي عند تعرضهم للارتفاعات معروفة باسم الخوف من السقوط. ومن ناحية أخرى، يقال أن أولئك الذين لديهم خوف قليل من السقوط لديهم القدرة على تحمل المرتفعات، مما يكون مفيدا للمشي لمسافات طويلة أو التسلق في التضاريس الجبلية وأيضًا في وظائف معينة، مثل: مصلح المداخن أو ميكانيكا توربينات الرياح. وقد يخاف بعض الناس من الرياح العاتية إضافة إلى السقوط، ويُعرف ذلك باسم رهاب الرياح.
ويمكن للأشخاص الذين يعانون من رهاب المرتفعات أن يصابوا بنوبة هلع في الأماكن المرتفعة ويصبحوا مهتاجين جدًا حتى يهبطون ويشعرون بالأمان. ويعاني ما يقرب من 2-5٪ من عامة الناس من رهاب المرتفعات، وتبلغ نسبة الحدوث في النساء ضعف الرجال. وهذا المصطلح من الكلمة اليونانية: ἄκρον(أكرون) بمعنى «ذروة، قمة، حافة»، وφόβος (فوبوس) بمعنى «الخوف».

## الأسباب
عادةً، تنسب كلمة رهاب المرتفعات، مثل غيرها من الرهاب إلى ظرف أو تجربة مؤلمة. وألقت الدراسات الحديثة شكًا على هذا التفسير، وهناك نظرية جديدة تشير إلى أن الخوف من المرتفعات هو تكيف متطور للعالم، الذي يشكل فيه السقوط خطرًا كبيرًا. وتختلف درجة الخوف، ويختص مصطلح الرهاب بطرفي الطيف. تناقش الباحثون حول أن الخوف من المرتفعات هو غريزة وُجِدت في العديد من الثدييات، بما في ذلك الحيوانات الأليفة والبشر. وأظهرت التجارب التي استخدمت المنحدرات البصرية أن الرضع والأطفال الصغار، وكذلك الحيوانات الأخرى من مختلف الأعمار، يحجمون عن المغامرة في أرضية زجاجية مع رؤية بضعة أمتار من الفراغ الظاهر أسفلها. وفي حين أن الحذر الفطري حول الارتفاعات مفيد للبقاء على قيد الحياة، يمكن أن يتداخل الخوف الشديد مع أنشطة الحياة اليومية، مثل الوقوف على سلم أو كرسي أو حتى صعود الدرج.
السبب المحتمل هو وجود خلل في الحفاظ على التوازن، ويدمج نظام التوازن البشري بين الإشارات البصرية والجهاز الدهليزي والحس العميق من أجل حساب الوضعية والحركة. ومع زيادة الارتفاع، تنحسر الإشارات البصرية ويصبح التوازن أكثر فقرا حتى في الأشخاص العاديين. ومع ذلك، فإن معظم الناس يستجيبون بالانتقال إلى مزيد من الاعتماد على الفروع الحسية والدهليزية من نظام التوازن.
يحذّر بعض أنصار وجهة النظر البديلة لرهاب المرتفعات من أنه قد يكون من غير المستحسن تشجيع المصابين به على تعريض أنفسهم للارتفاع دون حل مشكلات النظام الدهليزي أولا، وما زالت الأبحاث جارية في العديد من العيادات.

## التشخيص

### الخلط مع الدوار
غالبًا ما يتم استخدام مصطلح «الدوار» (خطأ) لوصف الخوف من الارتفاعات، ولكن الوصف الأكثر دقة هو الإحساس بالدوران الذي يحدث عندما لا يكون المرء يدور في الواقع. ويمكن الشعور به من خلال النظر إلى الأسفل من مكان مرتفع، أو النظر إلى أعلى في مكان مرتفع، أو حتى من خلال مشاهدة شيء ما (سيارة أو طائر) يمر بسرعة كبيرة، ولكن هذا وحده لا يصف الدوار. فيمكن إثارة الدوار الحقيقي من خلال أي نوع من أنواع الحركة (مثل الوقوف أو الجلوس أو المشي) أو التغيير في المنظور البصري (على سبيل المثال الجلوس قرفصاء أو المشي أو صعود الدرج أو النظر إلى نافذة سيارة أو قطار متحرك). ويسمى الدوار بدوار المرتفعات عندما يحدث الإحساس بالدوار من خلال الارتفاعات.

## العلاج
هناك عدد من الدراسات في استخدام العلاج بالواقع الافتراضي لعلاج الرهاب.
وتُستخدم العديد من أنواع الأدوية المختلفة في علاج الرهاب مثل الخوف من المرتفعات، بما في ذلك العقاقير التقليدية المضادة للقلق مثل البنزوديازيبينات، وخيارات أحدث، مثل مضادات الاكتئاب، وحاصرات بيتا.

## توقع سير المرض
تُنتِج بعض علاجات إزالة التحسس تحسينات قصيرة الأجل في الأعراض، ولكن كان نجاح العلاج على المدى الطويل بعيد المنال.

## وبائيات
رهاب المرتفعات الحقيقي غير شائع. ويسمى شكل أخف من الخوف أو القلق المرتبط برؤية المرتفعات بعدم تحمل الارتفاع المرئي، وقد يكون لدى ثلث الأشخاص تقريبا مستوى معين من عدم تحمل الارتفاع المرئي.

## الثقافة والمجتمع
في فيلم ألفريد هيتشكوك "فيرتيجو"، يتعين على جون «سكوتي» فيرغسون، الذي يلعب دوره جيمس ستيوارت، الاستقالة من الشرطة بعد حادث تسبب له في تطوير كل من رهاب المرتفعات والدوار، وتم ذكر كلمة «الدوار» مرة واحدة فقط، بينما تم ذكر كلمة «رهاب» عدة مرات. وفي بداية الفيلم، كان فيرغسون يفقد وعيه أثناء تسلق السلم النقال، وهناك العديد من الإشارات على مدار الفيلم للخوف من المرتفعات والسقوط.

## روابط خارجية
- "The scariest path in the world?", a direct test, video shot on كامينيتو دل ري، approaching Makinodromo